# Neuf-Mesnil Communal Cemetery
Neuf-Mesnil Communal Cemetery is een Britse militaire begraafplaats gelegen in de Franse plaats Neuf-Mesnil (Noorderdepartement). De begraafplaats wordt onderhouden door de Commonwealth War Graves Commission.
De begraafplaats telt 3 geïdentificeerde Gemenebest graven uit de Eerste Wereldoorlog.